# ونکپلی
ونکپلی (به انگلیسی: Venkepally) یک روستا در هند است که در آندرا پرادش واقع شده‌است.